# Arthroleptis wahlbergii
Espèce
Synonymes
- Arthroleptis wageri FitzSimons, 1930
- Arthroleptis dalenei Hoffman, 1940

Statut de conservation UICN

 LC  : Préoccupation mineure
Arthroleptis wahlbergii est une espèce d'amphibiens de la famille des Arthroleptidae.

## Répartition
Cette espèce se rencontre en Afrique du Sud au KwaZulu-Natal et au Cap-Oriental et dans l'extrême Sud du Mozambique. Elle est présente jusqu'à 1 000 m d'altitude.

## Étymologie
Cette espèce est nommée en l'honneur de Johan August Wahlberg (1810–1856).

## Publication originale
- Smith, 1849 : Illustrations of the zoology of South Africa, consisting chiefly of figures and descriptions of the objects of natural history collected during an expedition into the interior of South Africa, in the years 1834, 1835, and 1836; fitted out by "The Cape of Good Hope Association for Exploring Central Africa" : together with a summary of African zoology, and an inquiry into the geographical ranges of species in that quarter of the globe, vol. 3, Appendix.